# Войтенко, Владимир Платонович
Владимир Платонович Войтенко (укр. Володимир Платонович Войтенко, 12 февраля 1934, Вышполь, Киевская область — 11 мая 2020) — советский и украинский учёный, геронтолог, доктор медицинских наук, профессор.

## Биография
Окончил Киевский медицинский институт (1957) по специальности «педиатрия».
С 1964 года работает в Институте геронтологии.
Лауреат Государственной премии УССР в области науки и техники (1984), работа «Исследование механизмов старения физиологических систем организма как предпосылки развития патологии нервной, сердечно-сосудистой и опорно-двигательной систем, разработка и внедрение новых методов диагностики и лечения».
Осуществляет руководство исследованиями влияния стрессов на биологический возраст и продолжительность жизни, демографическими исследованиями, посвященными анализу влияния экологической загрязненности и социально-экономического развития на медико-биологические характеристики населения различных регионов Украины.
Автор балансовой теории старения и тестов для оценки биологического возраста человека.